# Georges Félizet
Georges-Marie Félizet, né le 13 février 1844 à Elbeuf et mort le 19 novembre 1908 à Paris, est un chirurgien infantile français. Il écrit des livres et articles, sur l'épée, sous le pseudonyme de Claude La Marche. 

## Biographie
Georges Marie Félizet est le fils de Laurent Félizet, vétérinaire à Elbeuf, et de Laure Cadet. Il fait ses études au lycée de Rouen, passe le baccalauréat à 16 ans. 
Il est interne en 1869 à l'hôpital Beaujon, puis à Saint-Antoine. Il devient l'aide de Nélaton et de Dolbeau. Pendant ses études, il écrit dans le Journal de l'agriculture.
Félizet s'engage volontairement lors de la guerre franco-allemande de 1870, comme médecin aide-major à l'ambulance du polygone de Metz dans l'ile Chambière, puis chirurgien du grand quartier général, ensuite à l'ambulance de Baume-les-Dames. Il est démobilisé en avril 1871 et fait ensuite campagne, à l'ambulance de Colombes, contre les insurgés de la commune de Paris en avril, mai, juin 1871. Il est témoin au procès de Bazaine en 1873,.
Il finit son internat en 1874.
Il se marie avec la fille de Clément Laurier et ils ont ensemble une fille Valentine,.
Félizet est collaborateur du journal Le XIXe siècle.
Il est reçu médecin des hôpitaux, en 1880, chirurgien à Lariboisière en 1882, puis dans le nouveau service de chirurgie pour enfants à l'hôpital Tenon en 1888.
Félizet pratique l'épée  à la salle d'armes du gymnase Heiser et assiste les combattants lors des duels,,,.
Il est nommé chirurgien consultant à la Comédie-Française en 1896.
Félizet possède une villa à Rosendaël, détruite par un incendie en 1882, puis la villa Les Moineaux, construite sur les plans de Viollet-le-Duc à Malo-les-Bains vers 1894.

## Œuvres et publications
- Recherches anatomiques et expérimentales sur les fractures du crâne, Paris, Delahaye, 1873, 167 p. (lire en ligne).

- La cure radicale des hernies, particulièrement chez les enfants, Paris, 1890, 102 p. (lire en ligne), (OCLC 975479735).

- De la circoncision : indication et manuel opératoire, Paris, Masson, coll. « Etude de chirurgie infantile », 1891, 49 p. (lire en ligne).

- Études de chirurgie infantile. Les hernies inguinales de l'enfance, Paris, Masson, 1894, 422 p. (lire en ligne), (OCLC 166047475).

### Sous le pseudonyme de Claude La Marche
- Traité de l'épée, Marpon et Flammarion, 1884 (lire en ligne)[19].

- L'épée, 1899[20].

## Distinctions et reconnaissance

### Décorations françaises
- Officier de la Légion d'honneur en 1905[1]
- Médaille d'honneur pour acte de courage et de dévouement, bronze

### Prix
- Prix d'honneur de rhétorique, lycée de Rouen en 1860[4].
- Grand Prix de chirurgie de l'Institut en 1876
- Prix Montyon en 1894[21].

## Sociétés savantes
- Membre de l'académie de médecine
- Membre de la Société de chirurgie de Paris, secrétaire général.